# Maruina barrettoi
Maruina barrettoi és una espècie d'insecte dípter pertanyent a la família dels psicòdids que es troba a Sud-amèrica: l'estat de São Paulo (el Brasil).
El seu nom científic honora la figura del professor i investigador dels psicòdids brasilers Mauro Barretto.

## Descripció
- El mascle fa 1,66 mm de llargària des del tòrax fins a l'extrem posterior de l'abdomen i 1,71 mm d'envergadura alar.
- La femella fa 1,96 mm de llargada corporal, 2,04 d'envergadura alar i té la placa subgenital cònica amb dos lòbuls curts.[1]